# Fate/stay night
Fate/stay night (フェイト／ステイナイト Feito／sutei naito?) är en japansk visuell roman som släpptes av Type-Moon den 30 januari 2004. Baserat på spelet skapade Studio DEEN en animeserie som sändes mellan 6 januari 2006 och 16 juni 2006. Planerna till animen offentliggjordes tillsammans med en trailer på evenemanget Rondo Robe 2005 "-Gate to Date-" i Japan den 26 juni 2005, och prolog på DVD släpptes i november 2005. En icke åldersbegränsad version av Fate/stay night till PlayStation 2 släpptes den 19 april 2007 som Fate/stay night Réalta Nua. Serien har även publicerats som manga i Shōnen Ace.
Efter att Fate/stay night släpptes den 30 januari 2004 blev den snabbt en av de mest populära visuella romanerna någonsin och den mest sålda under år 2004. Uppföljaren Fate/hollow ataraxia släpptes den 28 oktober 2005 och blev en av samma års mest sålda visuella romaner. Denna popularitet ledde till bildandet av "Fate Project", som år 2006 tillsammans med Geneon och Studio DEEN producerade en 24 avsnitt lång anime baserad på originalspelet.

## Handling
Fate, Unlimited Blade Works och Heaven's Feel är Fate/stay nights tre scenarier. Var och en kretsar kring samma rollfigurer, och leder mot olika slut beroende på valen läsaren gör. I Fate är Saber den mest framstående rollfiguren. I Unlimited Blade Works har Rin Tōsaka den kvinnliga huvudrollen, men handlingen kretsar kring hennes Servant Archer. Heavens Feel koncentrerar sig på Sakura Matōs bakgrund och slutar i en övergång till handlingen av Fate/hollow ataraxia. Animeserien består av delar från alla tre scenarier, men handlar mest om händelserna i Fate.

## Media
Utöver höga försäljningssiffror har Fate/stay nights popularitet lett till framgångar inom andra områden, där det har uppstått en animeserie samt en officiellt sponsrad manga. Ett flertal dōjin, inklusive fanproducerade spel som Fatal/Fake, har fått stor spridning och följts efter av mängder amatörmanga och fanart baserade på Fate/stay night.

### Visuell roman
Serien Fate/stay night började som en visuell roman av Type-Moon och hade premiär i Japan den 30 januari 2004. Spelet var deras första kommersiella verk efter övergången från en hobbygrupp till ett företag. Den icke-åldersbegränsade versionen av Fate/stay night, Fate/stay night Réalta Nua släpptes till PlayStation 2 och PlayStation Portable den 19 april 2007.

### Efterföljare
Den 28 oktober 2005 släppte Type-Moon Fate/stay nights efterföljare Fate/hollow ataraxia. Handlingen, som utspelar sig ett halvt år efter Fate/stay night, ses snarare som en sidohistoria än en fullständig efterföljare. Vid sidan om originalets rollfigurer introduceras även Avenger, Bazett Fraga McRemitz och Caren Ortensia.
Den 22 november 2006 tillkännagav Type-Moon deras nya verk i Fate/stay night-serien, Fate/Zero, som utgör en föregångare till Fate/stay night och kretsar kring händelserna i det fjärde graalkriget och hur dess konsekvenser påverkade det femte kriget. Till skillnad från Fate/stay night är Fate/Zero en serie av light novels och kommer i ett tredjepersonperspektiv att följa ett flertal rollfigurer. Den första volymen släpptes den 12 december 2006 och är ett samarbete mellan Type-Moon och Nitroplus.

### Anime
Se även Lista över avsnitt av Fate/stay night.
Animen Fate/stay night på 26 avsnitt sändes mellan den 6 januari och 16 juni 2006. Den animerades av Studio DEEN och producerades av Fate Project, vilket bestod av Geneon, Tokyo Broadcasting System, CREi, Type-Moon och Frontier Works. År 2007 hade serien internationell premiär på animenätverket Animax, och dess engelska version började sändas på Animax engelsktalande nätverk i sydöstra Asien i maj 2007, samt dess andra kanaler i Sydkorea, Hongkong och andra områden. Geneon licensierade serien för distribution i Nordamerika.
Serien består av innehåll från alla scenarier i originalspelet, men fokuserar huvudsakligen på Fate, med delar av Unlimited Blade Works som filler och bara vissa referenser till Heaven's Feel. Även ett fåtal betydelselösa sekvenser från Fate/hollow ataraxia togs med. Musiken komponerades av Kenji Kawai, som bland annat använde tre låtar från originalet; "Yakusoku Sareta Shouri No Tsurugi", "Emiya" och "This Illusion", varav den sista döptes om till "disillusion".
Oktober 2014 började en annan animeversion att sändas vid namnet Fate/Stay Night: Unlimited Blade Works. Denna version animerades av studion ufotable och producerat av Aniplex samt Notes. Inklusive prologue avsnittet uppgick denna serie till 26 avsnitt uppdelat på 2 säsonger. Till skillnad från den tidigare animeversionen  fokuserar den här på Unlimited Blade Works scenariot. Serien slutade att sändas 28 juni 2015. Den 7 oktober 2015 sändes ett alternativt slut till serien som gick vid namnet Sunny Day.

### Manga
En Fate/stay night manga illustreras av Nishikawi Datto och är en följetong i Kadokawa Shotens tidning Shōnen Ace sedan den 26 december 2005. Handlingen baseras på originalet snarare än animen, och fokuserar på händelserna i scenariet Unlimited Blade Works, helt utan element från de andra scenarierna. För närvarande har tre tankōbon publicerats.